# Parkonsaari (ö i Kymmenedalen)
Parkonsaari är en ö i Finland. Den ligger i sjön Valkjärvi och i kommunen Fredrikshamn i den ekonomiska regionen  Kotka-Fredrikshamn  och landskapet Kymmenedalen, i den södra delen av landet, 130 km öster om huvudstaden Helsingfors. Öns area är 0,6 hektar och dess största längd är 110 meter i sydöst-nordvästlig riktning.